# Jean Abraham Chrétien Oudemans
Jean Abraham Chrétien Oudemans (Amsterdam, 16 de desembre de 1827 – Utrecht, 14 de desembre de 1906) va ser un astrònom neerlandès, que ocupà el càrrec de director de l'Observatori d'Utrecht entre 1875 i 1898.
Jean Abraham Chrétien era fill del poeta, professor i filòleg Anthonie Oudemans. Va entrar a la Universitat de Leiden amb només 16 anys i hi fou estudiant de l'astrònom Frederik Kaiser. Més endavant fou professor d'escola secundària a Leiden quan només tenia 19 anys. Durant els sis anys posteriors va treballar una tesi sobre la determinació de la latitud de Leiden. Posteriorment estudià els asteroides i els estels variables, mentre esperava d'obtenir una posició acadèmica.

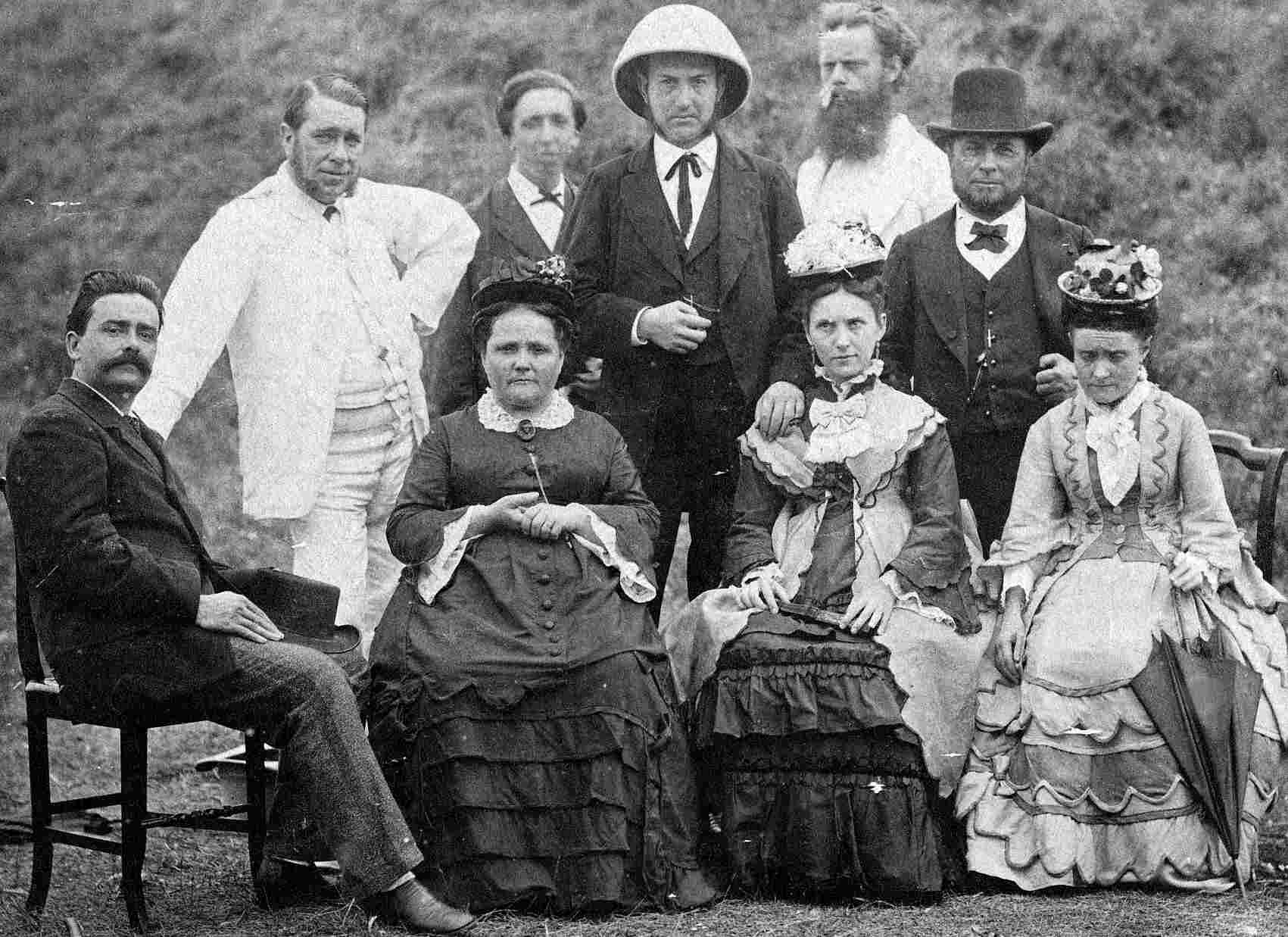
Expedició d'Oudemans a l'illa de la Reunió el 1874.

Es va casar amb Pauline Adriana Verdam (la filla d'un conegut professor de matemàtiques) el 1856. Aquell mateix any va entrar com a professor a la Universitat d'Utrecht i esdevingué director de l'observatori de l'indret.
Malgrat aquesta progressió professional, el 1857, el seu interés es focalitzà sobre la geografia i llavors va renunciar al seu càrrec de professor d'astronomia per a ser cap dels Serveis Geogràfics a les colònies de les Indies Orientals Holandeses. Hi treballà durant 18 anys i publicà els seus estudis sobre la triangulació de l'illa de Java en sis llibres.
El 1874 va observar el trànsit de Venus des de l'illa de la Reunió, tot i que en condicions meteorològiques dolentes. El 1875, després de tornar a Europa, fou triat com a director de l'observatori d'Utrecht una altra vegada i hi romangué fins al 1898. El 1889 va publicar un mapa d'estels.
Un dels seus fills va ser Anthonie Cornelis Oudemans un dels fundadors de la criptozoologia.